# ویزدام‌تری
ویزدام‌تری (انگلیسی: WisdomTree) شرکت سرمایه‌گذاری آمریکایی است، که در سال ۲۰۰۶ تأسیس شد.